# Omięcin (Poméranie-Occidentale)
Pour l’article homonyme, voir Omięcin.
Omięcin est une localité polonaise située dans la gmina rurale et le powiat de Stargard en voïvodie de Poméranie-Occidentale. Elle se trouve à environ 37 km à l'est de la capitale régionale Szczecin.

## Géographie

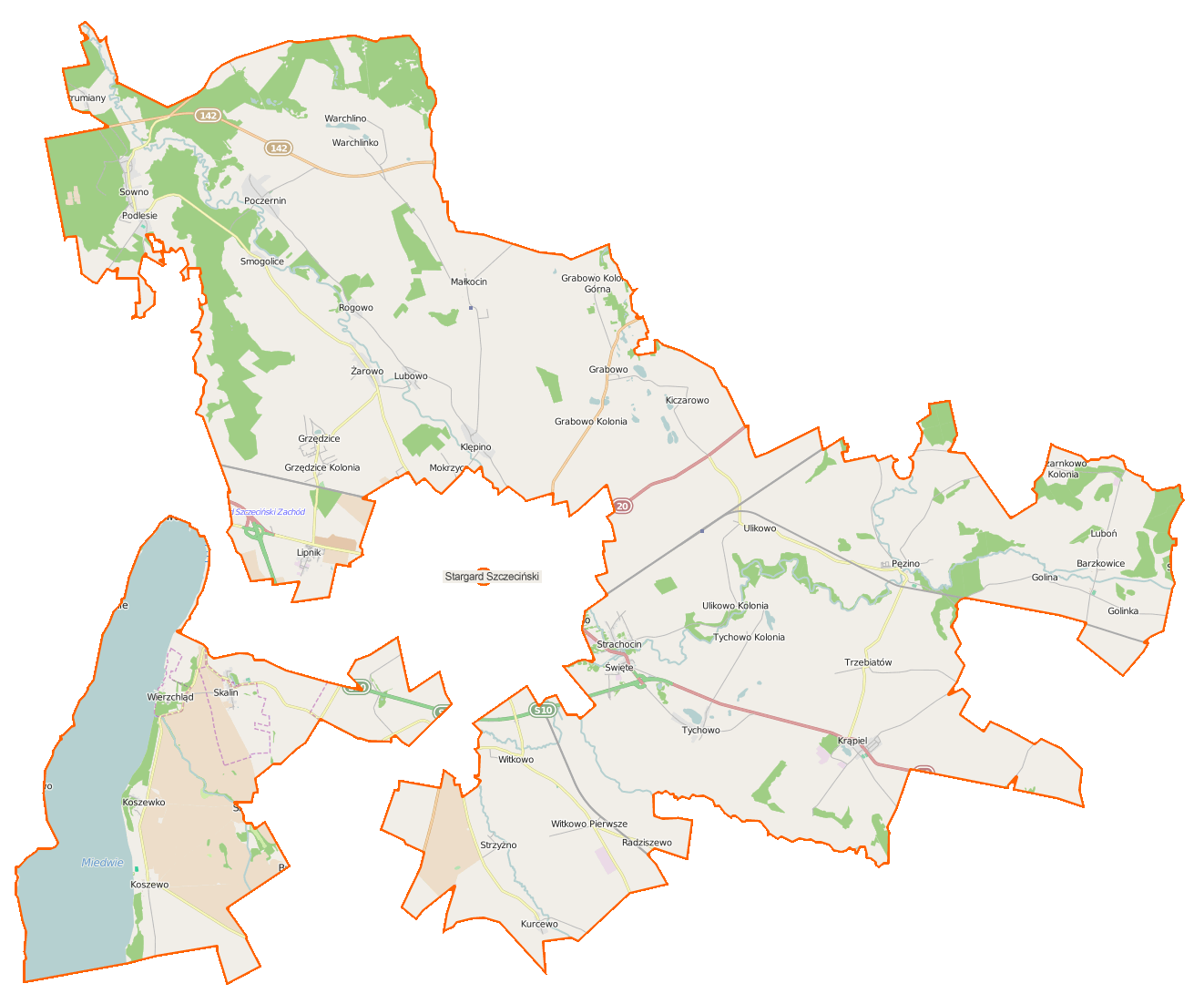
Carte de la gmina de Stargard.